# L'Scooby-Doo! Abracadabra-Doo
L'Scooby-Doo! Abracadabra-Doo (títol original en anglès, Scooby-Doo! Abracadabra-Doo) és una pel·lícula animada fantàstica de terror còmic del 2010 i la catorzena entrega d'una sèrie de films distribuïts directament a vídeo basadts en els dibuixos animats d'Scooby-Doo. La pel·lícula està dirigida per Spike Brandt i Tony Cervone. Va ser produïda l'any 2009 per Warner Bros. Animation i es va estrenar el 16 de febrer de 2010. Es va emetre per primer cop a televisió el 10 de juliol de 2010 a Cartoon Network. La pel·lícula va tenir un bon rendiment a iTunes, on va arribar a ser una de les deu pel·lícules familiars més venudes. El DVD va vendre 61.341 unitats en la seva primera setmana i, al gener de 2013, se n'havien venut aproximadament 433.000. S'ha doblat al català.
Aquesta és la primera pel·lícula d'animació d'Scooby-Doo que compta amb Matthew Lillard donant la veu d'en Shaggy Rogers (que abans havia interpretat el personatge a les pel·lícules d'imatge real d'Scooby-Doo), així com la primera pel·lícula d' Scooby-Doo directe a vídeo des de L'Scooby-Doo i la ciberpersecució a no incloure com a veu l'actor de veu original de Shaggy, Casey Kasem. Això va marcar el paper final d'Scooby-Doo de John Stephenson abans de la seva mort el 2015.
L'estil artístic i les imatges tenen un format diferent, amb un aspecte més fosc i realista semblant a L'Scooby-Doo a l'illa dels zombis i L'Scooby-Doo i el fantasma de la bruixa, i aquesta és la tercera pel·lícula on els personatges es troben amb els seus vestits i dissenys originals de la sèrie Scooby-Doo, on ets?, després de L'Scooby-Doo i la llegenda del vampir i Scooby-Doo! and the Monster of Mexico.